# Eva Maria Pieckert
 (février 2019).
Eva Maria Pieckert (née le 7 septembre 1955 à Halle) est une chanteuse allemande.

## Biographie
Eva Maria Pieckert a sa première expérience musicale dans le chœur scolaire Ulrich von Hutten qui fait des tournées en Allemagne de l'Est et à l'étranger et au Festival Haendel de Haale.
Elle est élue membre du comité central de la FDJ au 11e parlement en 1981 et au 12e en 1985.
Elle obtient des prix à des concours nationaux et à des festivals comme le Goldene Bernstein-Nachtigall à Sopot en 1984. Elle est invitée au Friedrichstadt-Palast.
En 1999, Bernd Wefelmeyer dirige l'Orchestre d'État d'Halle (de) pour une adaptation du Messiah à Halle. Eva Maria Pieckert participe à ce projet en 2000 à la Waldbühne à Berlin. Elle apparaît de nouveau à Dresde pour les 800 ans de la ville.
Avec Carmen Nebel, elle est la tête d'affiche de la tournée allemande de Weihnachtsfest der Volksmusik en 2000 et 2001. De 2002 à 2005, elle tourne avec Walter Plathe avec la pièce Geschichten von Weihnachtsbaumgänsen.
En 2006, Eva Maria Pieckert présente avec Wolfgang Winkler l'émission Der Lange Samstag sur MDR Fernsehen. Elle fait d'autres apparitions dans Willkommen bei Carmen Nebel et Muttertagshow animée par Petra Kusch-Lück.

## Source de la traduction
- (de) Cet article est partiellement ou en totalité issu de l’article de Wikipédia en allemand intitulé « Eva Maria Pieckert » (voir la liste des auteurs).